# Кирвилер Боселсхаузен
Кирвилер Боселсхаузен (фр. Kirrwiller-Bosselshausen) је било насеље и општина у Француској у региону Алзас, у департману Доња Рајна.
По подацима из 1990. године у општини је живело 647 становника, а густина насељености је износила 79 становника/km².

## Демографија
| 1990. |
| ----- |
| 647   |